# تيموثي جونسون
تيموثي جونسون (بالإنجليزية: Timothy Johnson)‏ هو كاتب وطبيب وصحفي أمريكي، ولد في 9 يوليو 1936.

## وصلات خارجية
- تيموثي جونسون على موقع IMDb (الإنجليزية)
- تيموثي جونسون على موقع قاعدة بيانات الفيلم (الإنجليزية)